# Elías Muñoz
Elías Muñoz García (3 de noviembre de 1941) es un exfutbolista mexicano. Jugaba de delantero y su último equipo fue el Club de Fútbol Torreón de la Primera División de México.

## Selección nacional

### Categorías menores

#### Amateur
Con la selección amateur participó en los Juegos Olímpicos de México 1968, llegando al cuarto puesto. En total disputó 4 de los 6 partidos disputados en el torneo.

### Selección absoluta
Ha sido internacional con la selección absoluta en siete ocasiones. Además, formó parte del plantel que participó en el Mundial de 1966, sin la posibilidad de jugar partidos.

### Participaciones en Copas del Mundo
| Mundial                        | Sede       | Resultado    | Partidos | Goles |
| ------------------------------ | ---------- | ------------ | -------- | ----- |
| Copa Mundial de Fútbol de 1966 | Inglaterra | Primera fase | 0        | 0     |

## Estadísticas

### Clubes
| Club                    | País   | Año         |
| ----------------------- | ------ | ----------- |
| Pumas UNAM              | México | 1964 - 1970 |
| Club Atlético Zacatepec | México | 1970 - 1972 |
| Club de Fútbol Torreón  | México | 1972 - 1974 |